# Митенки
Ми́тенки, мите́нки (ед. ч. — митенка, фр. mitaines) — перчатки без пальцев, удерживающиеся на руке с помощью перемычек между пальцами или за счёт пластических свойств материала, из которого они сделаны. Митенки позволяют защитить руки от холода, но не сковывают движения пальцев. Митенки находят своё применение в спортивных дисциплинах, в которых важно хваткое удержание спортивного снаряда руками (например, велоспорт).

## История
Первоначально митенки использовались для защиты от холода при выполнении работ, требующих подвижности пальцев. Но начиная с XVIII века митенки стали использоваться как модный женский аксессуар, дамы носили митенки и в помещениях, соответственно митенки выполняли больше эстетическую, а не практическую функцию. Такая мода продержалась и в XIX веке. Использовались как простые вязаные митенки, так и кружевные, причём они могли по длине доходить как до середины руки, так и до локтя.
В России митенки использовались ещё в XIX веке и считались женскими перчатками. В настоящий момент митенки используются как женщинами, так и мужчинами, но всё-таки в большей степени считаются женским аксессуаром одежды. Женские митенки могут украшаться различными узорами.

## Виды митенок
В некоторых моделях материал может немного прикрывать пальцы, в других моделях материал закрывает только ладонь и тыльную сторону руки. Митенки также могут закрывать не только ладонь, но и часть руки, поднимаясь более или менее высоко.
Существуют различные виды митенок:
- Обычные митенки без пальцев
- Митенки с пристёгивающейся варежкой
- «Трубы» без отделений для пальцев и ладоней. Спортивные нарукавники (compression sleeves).